# Edificio Instituto Nacional de Seguros
El Edificio Instituto Nacional de Seguros es un edificio histórico ubicado en calles 9 y 11, avenida 7 de San José, Costa Rica. Es la sede central de la Instituto Nacional de Seguros. El edificio original se inauguró entre 1932 y 1933 y sufrió una remodelación debido al crecimiento de la institución, la cual se inaugura en 1974. Este edificio se convirtió en su inauguración en el edificio más alto de Costa Rica y se mantuvo así hasta 1978, cuando se inauguró el edificio del Torre Jenaro Valverde Marín. 

## Descripción
Conocido como sede central del INS, el inmueble consta de una torre de trece pisos y un sótano, 36 000 metros cuadrados y 61 metros de altura. El arquitecto principal del edificio es Rafael Esquivel Iglesias, en colaboración con el arquitecto Roberto Villalobos Ardón y el ingeniero Franz Sauter Fabian, encargado del diseño estructural. El diseño, de estilo moderno, fue elaborado en el año 1970 mediante un concurso de antecedentes, donde existió un primer diseño con un proyecto de cinco pisos, el cual se amplió finalmente a 12 pisos.